# Giuseppe Guerzoni

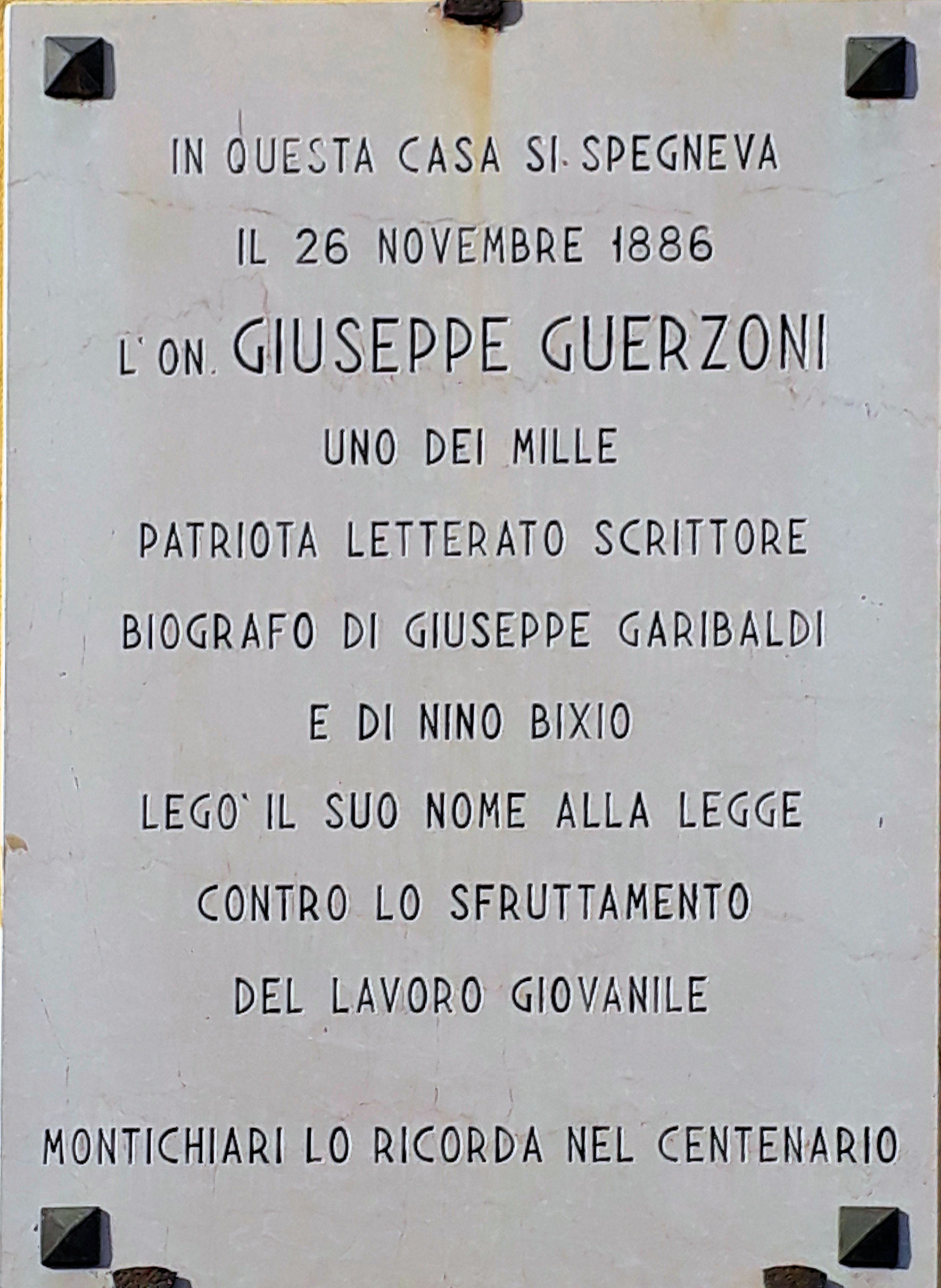
Montichiari, lapide a memoria sulla casa di Giuseppe Guerzoni.

Giuseppe Guerzoni (Calcinato, Castel Goffredo o Mantova, 27 febbraio 1835 – Montichiari, 26 novembre 1886) è stato un patriota, politico, storico, scrittore e drammaturgo italiano, il maggiore biografo di Giuseppe Garibaldi.

## Biografia
Fu allievo al liceo di Mantova di don Ferdinando Bosio, patriota, che gli inculcò gli ideali risorgimentali. Nel 1849 fuggì di casa per partecipare alla difesa di Brescia, assediata dagli austriaci. Dopo essersi laureato in Filosofia all'Università degli Studi di Pavia nel 1856, si trasferì a Torino. Rimasto vedovo andò a Milano dove cominciò l'attività di scrittore. Nel 1859 combatté nei Cacciatori delle Alpi a San Fermo della Battaglia, dove fu ferito e decorato al valore, nel corso della Seconda guerra d'indipendenza italiana, nel 1860 seguì la Spedizione dei Mille. Arruolatore di volontari nel 1860 a Brescia, anch'egli seguì Garibaldi verso la Sicilia, ma sbarcò poi a Talamone agli ordini di Zambianchi con il compito di far insorgere il Lazio e creare così una manovra diversiva conosciuta cola la Diversione del Zambianchi, terminata nell'insuccesso.
Si recò in Sicilia con la Spedizione Medici e prese parte alla Battaglia di Milazzo, dove si distinse venendo promosso maggiore e decorato con una seconda medaglia al valore, combatté poi fino a Capua e alla Battaglia del Volturno.
Nello stesso anno, 1860, trasferì la sua residenza a Castel Goffredo, dove il padre Lino fu nominato segretario comunale, rimanendovi sino al 1870, quando emigrò a Montichiari.
Il 3 luglio 1862 a Palermo, Guerzoni fu affiliato alla massoneria di rito scozzese (nella Loggia "I Rigeneratori del 12 gennaro 1848 al 1860 Garibaldini", della quale era Maestro Venerabile Emanuele Sartorio) insieme agli altri componenti dello Stato Maggiore garibaldino (Giacinto Bruzzesi, Francesco Nullo, Enrico Guastalla, Pietro Ripari, Giovanni Chiassi, Giovanni Basso, Giuseppe Nuvolari, Gustavo Frigyesi e altri ufficiali): fu lo stesso Garibaldi, nella veste di Gran Maestro, a firmare la proposta di ammissione regolare «ai misteri dell'Ord:. M:. in alcune delle RR:. LL:. poste sotto l'O:. di Palermo». «E a tal fine con gli altri poteri a me conferiti – aggiungeva – gli dispenso dalle solite formalità».
Nell'estate del 1863, con Giacinto Bruzzesi, fu a Bucarest in rappresentanza del Partito d'Azione, dove svolse una missione come emissario mazziniano, nel tentativo di convincere i rivoluzionari romeni ad un'intesa con gli ungheresi.
Tra il 1863 e il 1865 Giuseppe Mazzini gli indirizzò da Londra quattro lettere, insieme ad altre inviate a Garibaldi (di cui Guerzoni era segretario) nel periodo in cui entrambi visitarono l'Inghilterra, dal 3 al 28 aprile 1864.
Partecipò alla campagna garibaldina del 1866 durante la Terza guerra di indipendenza assegnato inizialmente, in fase di mobilitazione, come maggiore del 2º Reggimento del Corpo Volontari Italiani poi allo stato maggiore di Garibaldi, e ai fatti del 1867 durante i quali poté essere testimone della ritirata garibaldina nel corso della Battaglia di Mentana contro le truppe francesi e pontificie armate degli efficienti fucili Chassepot: «un combattimento tra gente che fuggiva e gente che non avanzava».
Partecipò nel settembre del 1870 alla campagna per la Presa di Roma come volontario al seguito della colonna Bixio che occupò Civitavecchia. Fatti descritti nel saggio pubblicato dopo pochi mesi dalla presa di Roma sulla rivista Nuova Antologia vol XV 1870.
Fu deputato nel collegio di Manduria (TA) dal 1865 al 1874, anno in cui ottenne la cattedra di Letteratura italiana presso l'Università degli Studi di Palermo, da dove passò poi a quella di Padova.
Scrisse dei drammi, degli studi critici e delle biografie, tra le quali quella di Nino Bixio.
Morì nel 1886 e venne sepolto nel Cimitero monumentale di Giubiano, a Varese, in base alle sue volontà.

## Opere

### Studi storico-letterari
- L'ultima spedizione di Roma. Ricordi di un volontario, in «Nuova Antologia», vol. XV (1870), pp. 582–632.
- Un nuovo poeta: Versi di Giacomo Zanella. Nota, Roma, Tipografia eredi Botta, 1873.
- Il terzo Rinascimento, Palermo, L. Pedone Lauriel, 1874.
- La vita di Nino Bixio narrata con lettere e documenti, Firenze, Barbera, 1875.
- Il teatro italiano nel Secolo XVIII, Milano, Bocca, 1876.
- Il primo Rinascimento, Verona-Padova, Drucker & Tedeschi, 1878.
- Garibaldi, vol. I-II, con documenti editi e inediti, Firenze, Barbera, 1882.

(Giuseppe Guerzoni, biografia di Garibaldi)
- Lettere ed armi. Scritti editi ed inediti, 2 voll., Milano, G. Brigola, 1883.

### Narrativa
- La tratta dei fanciulli, Milano, Treves, 1869
- Memorie d'un disertore, Milano, Treves, 1871
- Un materialista in campagna, Padova, Tip. Sacchetto, 1877

### Drammi
- Il cholera, dramma in 5 atti, Milano, Borroni e Scotti, 1855
- La vocazione, 1858